# Liste der Resolutionen des UN-Sicherheitsrates (1961)
Diese Liste der Resolutionen des UN-Sicherheitsrates nennt die 10 vom Sicherheitsrat der Vereinten Nationen im Jahr 1961 verabschiedeten Resolutionen.
| Nummer | Beschluss vom | Gegenstand                                                                           | Mission |
| ------ | ------------- | ------------------------------------------------------------------------------------ | ------- |
| 161    | 21. Februar   | Kongokrise                                                                           | ONUC    |
| 162    | 11. April     | Situation in Palästina                                                               |         |
| 162    | 22. Juli      | Angolanischer Unabhängigkeitskrieg                                                   |         |
| 164    | 22. Juli      | Beschwerde Tunesiens gegenüber Frankreich                                            |         |
| 165    | 26. September | Aufnahme Sierra Leones als neues Mitglied in die Vereinten Nationen                  |         |
| 166    | 25. Oktober   | Aufnahme der Mongolischen Volksrepublik als neues Mitglied in die Vereinten Nationen |         |
| 167    | 25. Oktober   | Aufnahme Mauretaniens als neues Mitglied in die Vereinten Nationen                   |         |
| 168    | 3. November   | Empfehlung bezüglich der Berufung des Generalsekretärs                               |         |
| 169    | 24. November  | Kongokrise                                                                           | ONUC    |
| 170    | 14. Dezember  | Aufnahme Tanganjikas als neues Mitglied in die Vereinten Nationen                    |         |